# Movimiento Hazm
El Movimiento Hazm (en árabe: حركة حزم‎, Harakat Hazzm, que significa Movimiento de la Firmeza) es una alianza de grupos rebeldes sirios opuestos al gobierno de Bashar al-Asad, en el marco de la Guerra Civil Siria. La alianza se forjó el 25 de enero de 2014, y se ha autoproclamado de ideología moderada.

## Historia
A fines de 2013, el exjefe de personal del Consejo Militar Supremo, Salim Idris, planeó formar el Movimiento Hazzm en respuesta a su destitución como jefe de personal. El Movimiento Hazzm se estableció el 25 de enero de 2014 cuando se fusionaron 12 pequeñas facciones rebeldes. Varias de las facciones habían formado parte de las Brigadas Farouq. Los grupos que se convirtieron en el Ejército de Muyahidines originalmente iban a unirse al Movimiento Hazzm. La encarnación anterior del grupo, llamada Harakat Zaman Mohamed (El movimiento de la época de Mahoma), fue apoyada por la Hermandad Musulmana de Siria.
Una "fuente de Occidente" ha suministrado al grupo misiles antitanque BGM-71 TOW Algunos de los grupos implicados en la alianza eran parte de las Brigadas Farouq. Los grupos que se convirtieron en el Ejército de los Muyahidines iban a unirse originalmente al Movimiento Hazm. La encarnación anterior del grupo, llamada Harakat Zaman Mohamed, fue apoyada por los Hermanos Musulmanes de Siria.
En octubre de 2014, el Frente al-Nusra comenzó a atacar posiciones del Movimiento Hazzm en la Gobernación de Idlib, invadiendo bases y confiscando almacenes de armas, debido a su aparente cercanía con Estados Unidos. Tras la pérdida de hombres y armas a manos de Nusra, la sucursal de Idlib de Hazzm dejó de recibir fondos de la CIA en diciembre de 2014, y continuaron los fondos para la sucursal de Alepo. En enero de 2015, al-Nusra atacó posiciones del Movimiento Hazzm en la gobernación de Alepo. El Movimiento Hazzm reaccionó uniéndose al Frente del Levante, una gran alianza de destacados grupos rebeldes islamistas con sede en Alepo; la alianza instó a al Nusra a resolver su disputa con el Movimiento Hazzm negociando con el Frente de Levante.
El 3 de mayo de 2015, algunos de los exmiembros de las ramas del norte del Movimiento Hazzm, incluida la Brigada de Mártires de Atarib, y el Frente de los Revolucionarios de Siria junto con Jabhat al-Akrad, las Brigadas Amanecer de la Libertad principales el grupo componente el Batallón del Sol del Norte (haciendo que las Brigadas Amanecer de la Libertad desaparecieran en el proceso) y grupos más pequeños del ELS formaron el Ejército de Revolucionarios. Muchos de los miembros del norte del Frente Revolucionario Sirio y el Movimiento Hazzm también se unieron al Frente de Levante.
Durante la intervención militar turca en Siria que comenzó a finales de agosto de 2016, algunos exmiembros del Frente Revolucionario de los Sirio y del Movimiento Hazzm en el exilio de Turquía cruzaron a Siria a través de Yarábulus.
A finales de diciembre de 2016, el Movimiento Hazzm, la SRF y las Brigadas Ansar en el exilio declararon su intención de regresar a Siria.

## Grupos afiliados y estructura
El Movimiento Hazzm tenía una división del norte, dirigida por Murshid al-Khalid (Abu Mutasim), y una división del sur dirigida por Mohammed al-Dahik (Abu Hatem). El Secretario General fue Bilal Atar (Abu Abd al-Sham).  Abdullah Awda (Abu Zeid) estaba a cargo de las operaciones militares y Hamza Shamali (Abu Hashem) a cargo de los asuntos políticos. 
Los 12 grupos que se fusionaron el 25 de enero de 2014 para formar el Movimiento Hazzm fueron:
- Kataib Farouq al-Shamal
- 9.ª Brigada de Fuerzas Especiales
- 1.ª Brigada de Madraat
- Liwa Ayman Bil Allah
- Katibat Abi Harith - Farouq Hama
- Katibat Ahrar al-Salmiya - Farouq Hama
- Liwa Ahbab Allah
- 60.ª Brigada
- Katibat Shaheed Abdul Ghaffar Hamish

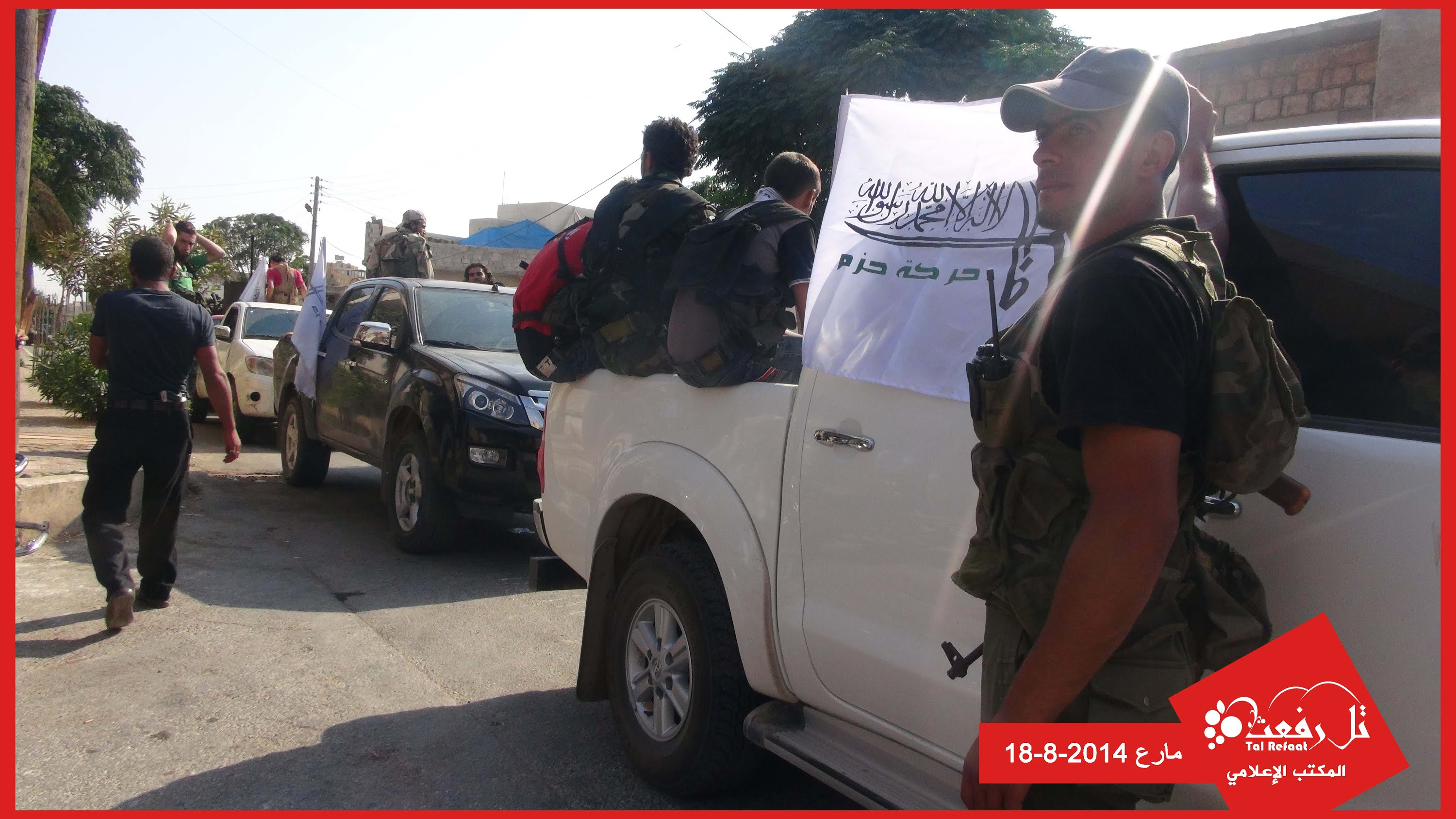
Convoy de miembros del Movimiento Hazm en el pueblo de Mare', noreste de Siria

- Katibat Shaheed Abdullahi Bukar
- Saraya Sawt al-Haq
- Katibat Abu Asad al-Nimr[19]

### 9.ª División de Fuerzas Especiales de Alepo
La 9.ª División de Fuerzas Especiales de Alepo era un grupo rebelde sirio anteriormente afiliado al Frente Revolucionario de Siria y se unió al Movimiento Hazm en enero de 2014. Estaba encabezado por Murshid al-Khaled (nombre de guerra:Abu Mutasim).
Además, el grupo estaba compuesto por varios subgrupos adicionales antes de la fusión:
- 1.ª Brigada de Infantería
- 1.ª Brigada Acorazada
- 60 Brigada de Infantería
- Regimiento de artillería de cohetes
- Brigada Escudo Shahba
- Brigada Ahbab Allah